# کانگ سوزی
کانگ سوزی (انگلیسی: Kang Susie؛ زادهٔ ۲۰ مهٔ ۱۹۶۷) موسیقی‌دان اهل کره جنوبی است. وی از سال ۱۹۹۰ میلادی تاکنون مشغول فعالیت بوده است.